# Коекчучи
Коекчучи — вымершая гендерная идентичность, зарегистрированная в конце XVIII — начале XIX века среди ительменов на Камчатке. Это люди, отнесённые при рождении к мужскому полу, но носившие женскую одежду и жившие как женщины.
Русский исследователь Сибири и Камчатки Степан Крашенинников в своём «Описании земли Камчатки» описывает коекчучей как «людей превращённого пола» — особую категорию мужчин, которые «в женском платье ходят, всю женскую работу отправляют, и с мужчинами не имеют никакого обхождения». По описанию Крашенинникова, коекчучи также выполняли роль наложниц. Крашенинников отмечает схожие явления не только у камчадалов (ительменов), но и у коряков, однако последние содержали коекчучей, в отличие от камчадалов, «не в чести, но в презрении».